# Neanotis oxyphylla
Neanotis oxyphylla là một loài thực vật có hoa trong họ Thiến thảo. Loài này được (Wall. ex G.Don) W.H.Lewis mô tả khoa học đầu tiên năm 1966.